# Heads-Up Championship
Die Heads-Up Championship ist ein Pokerturnier, das einmal jährlich bei der World Series of Poker am Las Vegas Strip ausgespielt wird.

## Struktur
Das Turnier wird in der Variante No Limit Texas Hold’em ausgetragen. Gespielt wird Heads-Up, es treten also immer zwei Spieler gegeneinander in einem K.o.-Format an. Das Event stand erstmals bei der WSOP 2007 auf dem Turnierplan. Von 2008 bis 2019 betrug der Buy-in bei der Hauptturnierserie 10.000 US-Dollar. 2020 wurde das Turnier aufgrund der COVID-19-Pandemie nicht live ausgespielt und stattdessen im August 2020 bei der auf GGPoker veranstalteten World Series of Poker Online ausgetragen.

## Bisherige Austragungen

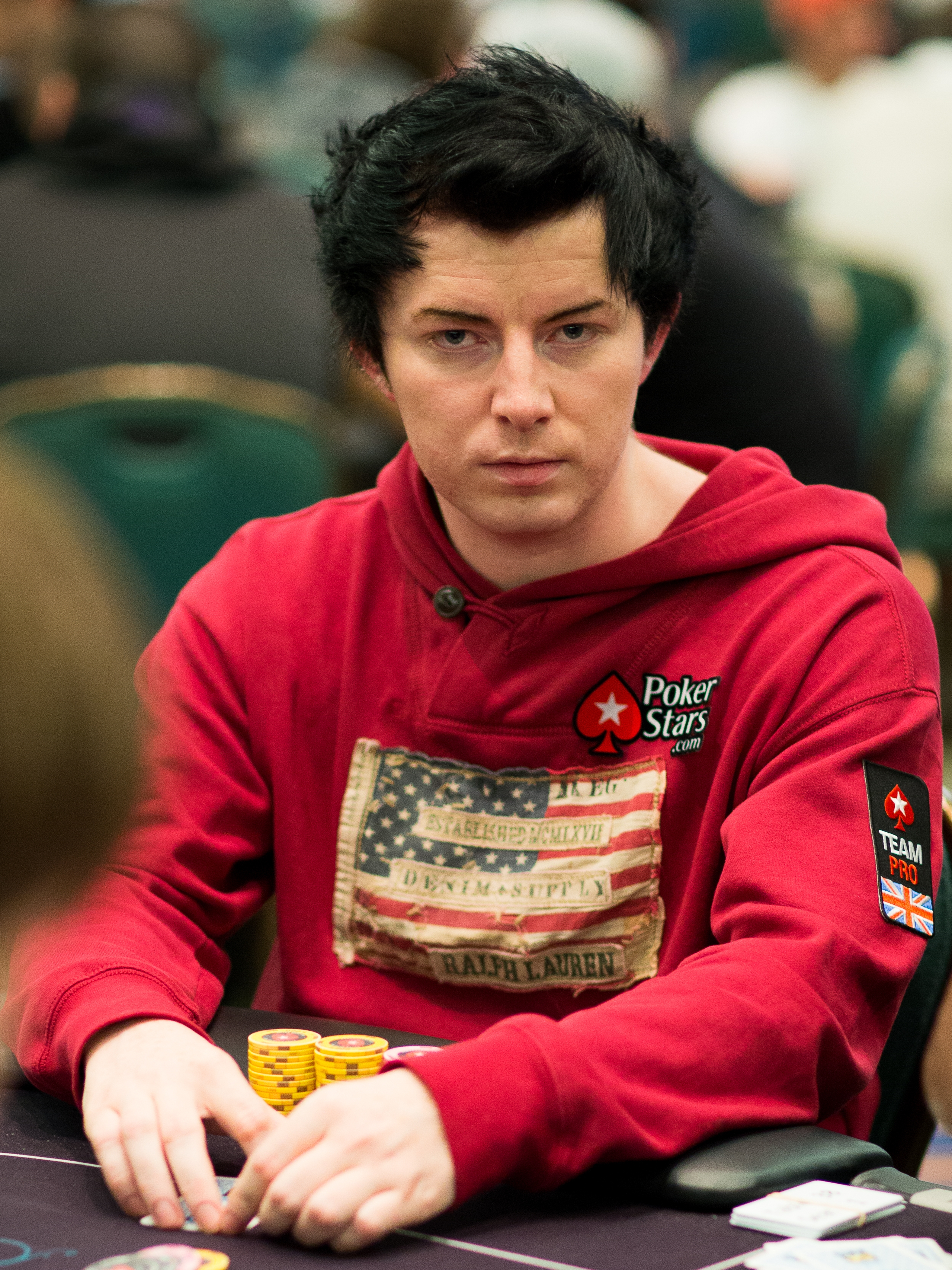
Jake Cody vollendete mit seinem Titel im Juni 2011 die Triple Crown

| Jahr   | Buy-in (in $) | Teilnehmer | Sieger             | Herkunft               | Preisgeld (in $) |
| ------ | ------------- | ---------- | ------------------ | ---------------------- | ---------------- |
| 2007 O | 05.000        | 392        | Dan Schreiber      | Vereinigte Staaten     | 425.594          |
| 2008 O | 10.000        | 256        | Kenny Tran         | Vereinigte Staaten     | 539.056          |
| 2009 O | 10.000        | 256        | Leo Wolpert        | Vereinigte Staaten     | 625.682          |
| 2010 O | 10.000        | 256        | Ayaz Mahmood       | Vereinigte Staaten     | 625.674          |
| 2011 O | 25.000        | 128        | Jake Cody          | Vereinigtes Konigreich | 851.192          |
| 2012 O | 10.000        | 152        | Brian Hastings     | Vereinigte Staaten     | 371.498          |
| 2013 O | 10.000        | 162        | Mark Radoja        | Kanada                 | 336.190          |
| 2014 O | 10.000        | 136        | Davide Suriano     | Italien                | 335.553          |
| 2015 O | 10.000        | 143        | Keith Lehr         | Vereinigte Staaten     | 334.430          |
| 2016 O | 10.000        | 153        | Alan Percal        | Vereinigte Staaten     | 320.574          |
| 2017 O | 10.000        | 129        | Adrián Mateos      | Spanien                | 336.656          |
| 2018 O | 10.000        | 114        | Justin Bonomo      | Vereinigte Staaten     | 192.472          |
| 2019 O | 10.000        | 112        | Sean Swingruber    | Vereinigte Staaten     | 186.356          |
| 2020 O | 10.000        | 128        | David Peters       | Vereinigte Staaten     | 360.480          |
| 2021 O | 10.000        | 161        | Arthur Conan       | Frankreich             | 466.167          |
| 2021 O | 25.000        | 057        | Jason Koon         | Vereinigte Staaten     | 243.981          |
| 2022 O | 25.000        | 064        | Dan Smith          | Vereinigte Staaten     | 509.717          |
| 2022 O | 10.000        | 097        | Dimitar Dantschew  | Bulgarien              | 327.668          |
| 2023 O | 25.000        | 064        | Chanracy Khun      | Kanada                 | 507.020          |
| 2023 O | 10.000        | 127        | Artur Martirossjan | Russland               | 424.697          |